# Bevolking van het Verenigd Koninkrijk

Staafdiagram van de bevolking van het VK in 2010

Het Verenigd Koninkrijk heeft een inwoneraantal van 65.761.117 (2020), waarmee het in bevolkingsomvang op de vierde plaats staat in Europa (na Rusland, Duitsland en Frankrijk). De bevolkingsdichtheid behoort tot de hoogste ter wereld.
Bijna een derde van de bevolking woont in het welvarende en vruchtbare zuidoosten van Engeland, voornamelijk in stedelijke gebieden. Ruim 7,2 miljoen mensen wonen in de agglomeratie Greater London.
Het basisonderwijs en voortgezet onderwijs zijn goed geregeld sinds respectievelijk 1870 en 1900. Hierdoor kan 99% van de bevolking lezen en schrijven. Onderwijs is verplicht voor 5- tot 16-jarigen. Ongeveer een vijfde van de jongeren gaat naar een vorm van vervolgonderwijs.
In Engeland is de Kerk van Engeland de staatskerk, maar vrijwel alle wereldreligies worden in het Verenigd Koninkrijk vrijelijk beleden.
De Britse Eilanden hebben te maken gehad met vele invasies en migratie vanaf het vasteland van Europa. Romeinen, Scandinaviërs, Angelsaksen en Normandiërs hebben hun stempel achtergelaten. De huidige bevolking komt grotendeels uit deze groeperingen voort. Keltische talen leven nog voort in Wales, Schotland en Noord-Ierland. De hoofdtaal is echter het Engels, dat een mengeling is van Angelsaksisch (Germaans) en Normandisch Frans (Romaans).

## Statistieken
Bevolking:

65.761.117 (2020)
Leeftijdsopbouw: 

0-14 jaar: 19% (man 5.816.313; vrouw 5.519.479)  

15-64 jaar: 65% (man 19.622.152; vrouw 19.228.938)  

65 jaar en ouder: 16% (man 3.864.612; vrouw 5.459.970)
Bevolkingsaanwas: 

0,25%
Geboortecijfer: 

11.76 geboorten /1000 mensen
Sterftecijfer: 

10.38 sterfgevallen/1000
Netto migratiecijfer: 

1,07 migranten/1000
Kindersterfte: 

5,63 sterfgevallen/1000
Levensverwachting: 

totale bevolking: 77,66 jaar  

mannen: 74,97 jaar  

vrouwen: 80,49 jaar
Vruchtbaarheid: 

1,74 kind per vrouw
Etnische groepen: 

Engels: 81,5% 

Schots: 9,6% 

Iers: 2,4% 

Welsh: 1,9% 

Noord-Ierland: 1,8% 

(West-)Indiërs, Pakistani en andere: 2,8%
Godsdiensten: 

Anglicaans: 27 miljoen  

Rooms-katholiek: 9 miljoen 

Moslims: 2,7 miljoen  

Hindoes: 815.000 

Presbyteriaans: 800.000  

Methodisten: 760.000  

Sikhs: 400.000  

Joods: 260.000 

Basaad:  1500  
Talen: 

Engels 

Welsh (ongeveer 26% van de bevolking van Wales) 

Schots Gaelic (ongeveer 60.000 in Schotland)